# Partito Radicale Serbo
Il Partito Radicale Serbo (in serbo Српска pадикална cтранка/Srpska radikalna stranka, CPC/SRS) è un partito politico della Serbia.
In Montenegro la formazione è operativa col nome di Partito dei Radicali Serbi (Странка српских радикала).

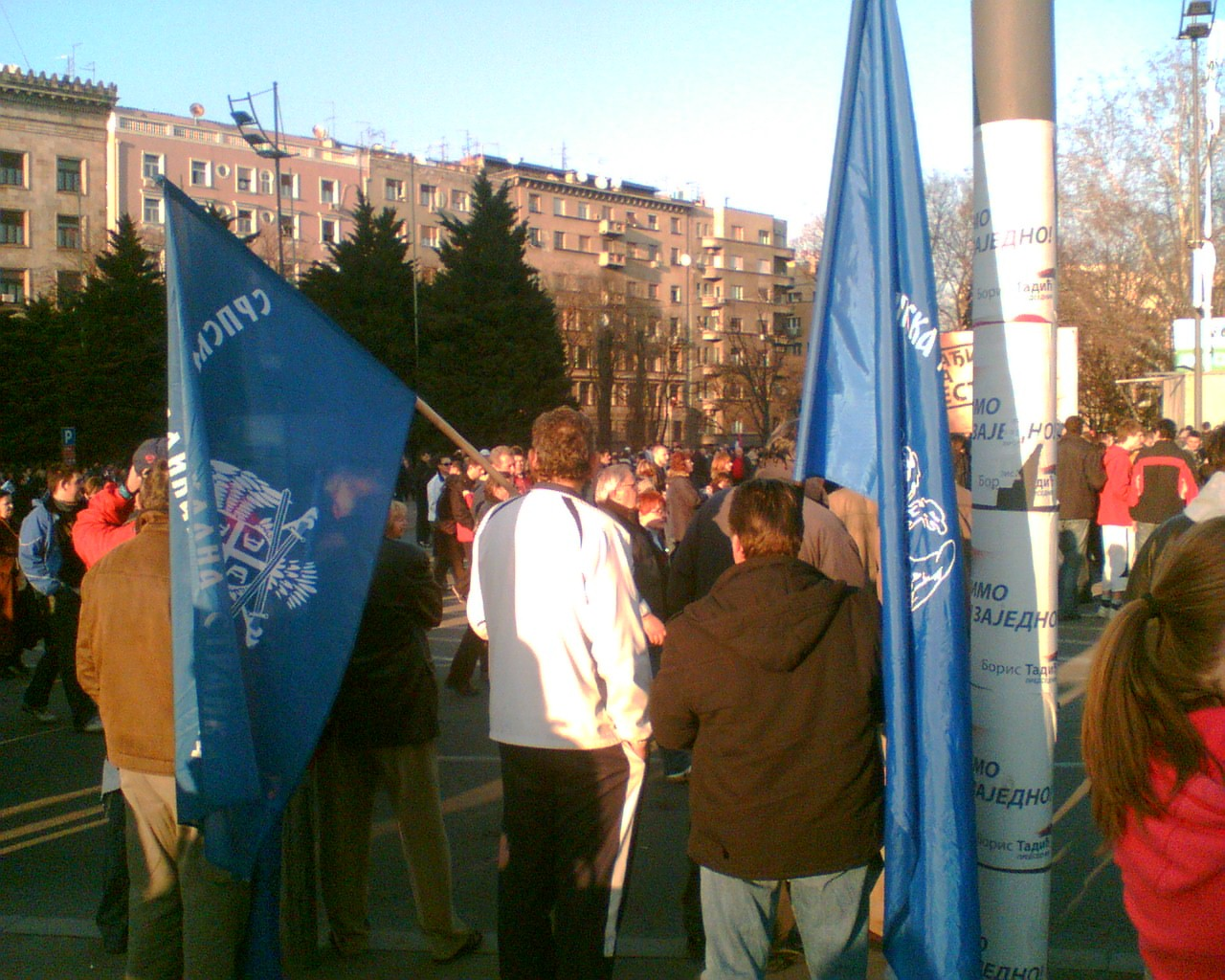
Manifestanti del Partito Radicale Serbo, il 21 febbraio 2008 durante le proteste contro l'indipendenza del Kosovo.

## Storia
SRS è nato nel 1991, dopo la fine del regime comunista, dalla fusione tra una frazione del Partito Radicale Popolare guidata da Tomislav Nikolić e dal Movimento Cetnico Serbo di Vojislav Šešelj, a sua volta nato da una scissione del Movimento del Rinnovamento Serbo. Il termine Cetnico richiama i membri delle organizzazioni serbe che, nel XIX secolo, si impegnavano per l'indipendenza della Serbia dall'Impero ottomano. Da qui è facile comprendere il carattere indipendentista e nazionalista del MSC e, di conseguenza, di SRS. SRS, infatti, si contraddistinse subito nella difesa dell'idea della Grande Serbia, con il relativo totale controllo sulle regioni del Kosovo, della Voivodina, il mantenimento della federazione con il Montenegro, l'annessione della Republika Srpska e delle regioni della ex-Repubblica Serba di Krajina.

### Dal 1991 al 2000
Alle elezioni politiche del 1992, ottenne il 22,6% ed elesse 73 deputati. Tra il 1991 ed il 1993, SRS ed il suo leader Vojislav Šešelj sostennero il presidente Slobodan Milošević, del Partito Socialista di Serbia (SPS), nella guerra che portò alla divisione della ex-Jugoslavia. Šešelj, per l'attività durante la guerra, è stato accusato dal tribunale penale internazionale per crimini contro l'umanità.
Alle politiche anticipate del 1993, SRS calò ulteriormente al 13,8% e dimezzò i propri seggi (39). Tra il 1993 ed il 1998, SRS fu all'opposizione del governo di Milošević, perché non condivise il mancato sostegno alla Repubblica Serba e al suo presidente Radovan Karadžić durante il conflitto in Bosnia ed Erzegovina. Alle politiche del 1997, grazie alla propria intransigente opposizione, SRS salì al 28,1% dei voti ed elesse ben 81 deputati. Tra il 1998 ed il 2000 SRS e SPS tornarono ad allearsi, difendendo la sovranità della Serbia sul Kosovo e opponendosi all'aggressione della NATO contro la Repubblica Federale di Jugoslavia.

### Dal 2000 al 2007
Le proteste di piazza dell'Opposizione Democratica di Serbia portarono, nel 2000, alla caduta del governo di Milošević. Alle elezioni politiche dello stesso anno SRS perse il 20% dei voti, crollò all'8,6% ed elesse 23 deputati. SRS passò, così, all'opposizione di un governo formato, tra gli altri, dal Partito Democratico (DS) e dal Partito Democratico di Serbia (DSS).
Alle politiche del 2003, accentuando i toni nazionalisti e l'attenzione ai temi sociali, approfittando, inoltre, della spaccatura tra DS e DSS, SRS ottenne il 27,6% dei voti, eleggendo 82 deputati e divenendo il primo partito serbo. Il risultato fu dovuto anche al travaso dei voti da SPS a SRS. I socialisti, infatti, privati ormai di Milošević, scesero ulteriormente dal 13,8% al 7,6% dei consensi.
Alle elezioni presidenziali del 2004, il candidato di SRS, Tomislav Nikolić, si piazzò al primo posto con il 30% dei voti. Al ballottaggio, però, venne superato dal candidato del DS, Boris Tadić, che vinse con il 54% dei suffragi. Al primo turno il candidato dei socialisti ottenne appena il 3,5% dei voti, ad ulteriore conferma del fatto che SRS è divenuto ormai il partito di riferimento dei nazionalisti serbi.
Alle politiche del 2007, i radicali salgono al 28,7% dei consensi, con un incremento dello 0,9%. Ciò nonostante SRS perse un seggio (81 in totale). Il variegato fronte "democratico" (DS, DSS, G17 Plus, LDP, GSS, LSV, SDU) ha potuto contare su un incremento di 8 seggi, grazie al calo del Partito Socialista di Serbia. Ad avvantaggiarsi è stato soprattutto il Partito Democratico, che è salito al 22,9% (+10,3%).

### Dalla scissione di SNS ad oggi
Alle politiche anticipate del 2008, SRS è salito al 29,5% dei consensi, ma è sceso a 78 seggi.
Il 21 luglio 2008, le forze speciali del nuovo governo europeista (formato da DS, SPS, G17 e altri) catturarono Radovan Karadžić, ex-presidente della Republika Srpska. Il 29 luglio, dopo la sua estradizione al tribunale dell'Aja, i leader radicali organizzarono un grande meeting con quasi 100.000 manifestanti, protestando contro l'arresto del leader serbo-bosniaco.
Nel settembre 2008, i radicali hanno subito una scissione ad opera del vicepresidente del partito Tomislav Nikolić, che dopo essersi scontrato con Vojislav Šešelj (riguardo all'entrata della Serbia nell'UE) ha deciso insieme a 20 deputati di lasciare SRS, dando vita al Partito Progressista Serbo (SNS), di ispirazione nazional-conservatrice ma favorevole all'entrata della Serbia nell'UE.
Dopo l'uscita di Nikolić, il presidente Seselj ha nominato Dragan Todorović vicepresidente vicario.
Il 26 maggio 2011 fu arrestato anche il generale serbo Ratko Mladić, SRS anche questa volta ha protestato vivamente e ha causato per diverse settimane il blocco del parlamento e organizzando proteste con lo slogan La Serbia non è Tadic!.
Alle elezioni parlamentari del 2012 SRS a causa della scissione di Nikolić, ha avuto un tracollo elettorale ottenendo solo il 4,6% e perdendo tutti i suoi parlamentari, trovandosi così per la prima volta fuori dall'Assemblea Nazionale dal 1992. Anche la candidata di SRS alle elezioni presidenziali Jadranka Šešelj, moglie di Vojislav Šešelj, ha ricevuto solo il 3,8% e non è passata così al primo turno.
Alle elezioni parlamentari anticipate del 2014 SRS ha deciso di creare un cartello elettorale con le organizzazioni ultra-nazionaliste Onore Serbo e Movimento Nazionale Serbo "Naši". SRS ha ricevuto l'appoggio del geopolitico russo Aleksandr Dugin e del Movimento Internazionale Eurasiatista. Nonostante ciò ha ottenuto solo il 2,0% dei voti, rimanendo così extraparlamentare.
Il 12 ottobre 2014 Šešelj viene rilasciato dal TPI e torna in Serbia riassumendo direttamente la guida del partito. Il 31 marzo 2016 il TPI lo ha assolto, in primo grado, dichiarandolo non colpevole per tutti i nove capi di imputazione.
Con il ritorno e l'assoluzione del suo leader SRS si presenta alle elezioni anticipate del 2016 e ottiene
306.052 voti (8,10%) e 22 seggi ritornando in parlamento.

## Organizzazioni affiliate
- In Republika Srpska - Partito Radicale Serbo della Repubblica Serba;
- In Montenegro - Partito dei Radicali Serbi;
- In Croazia - Partito dei Serbi del Podunavlje;
- In Macedonia - Partito Radicale dei Serbi di Macedonia.

## Risultati elettorali
| Elezione          | Voti      | %    | Seggi    |
| ----------------- | --------- | ---- | -------- |
| Parlamentari 1992 | 1.066.765 | 22,7 | 73 / 250 |
| Parlamentari 1993 | 595.467   | 13,8 | 39 / 250 |
| Parlamentari 1997 | 1.162.216 | 28,1 | 81 / 250 |
| Parlamentari 2000 | 322.333   | 8,6  | 23 / 250 |
| Parlamentari 2003 | 1.069.212 | 27,6 | 82 / 250 |
| Parlamentari 2007 | 1.153.453 | 28,7 | 81 / 250 |
| Parlamentari 2008 | 1.219.436 | 29,5 | 78 / 250 |
| Parlamentari 2012 | 180.558   | 4,6  | 0 / 250  |
| Parlamentari 2014 | 72.303    | 2,0  | 0 / 250  |
| Parlamentari 2016 | 306.052   | 8,1  | 22 / 250 |
| Parlamentari 2020 | 65.954    | 2,05 | 0 / 250  |
| Parlamentari 2022 | 81.602    | 2,16 | 0 / 250  |